# Campânula

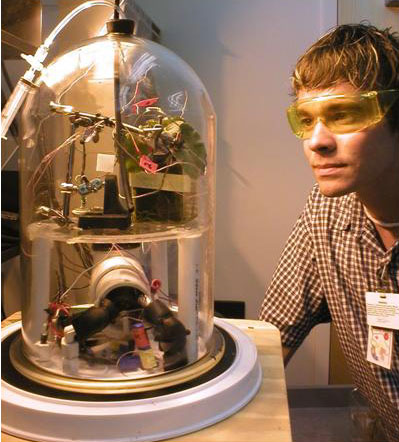
Campânula utilizada em um teste de baixa pressão.

Campânula (também chamada redoma) é um vaso de metal ou de vidro em forma de sino, utilizado comumente como equipamento de laboratórios de física e de botânica. Costuma, também, ser utilizado para proteger alimentos e objetos delicados do pó, do contato com o ar e de impurezas.